# Zuid-Aziatisch kampioenschap voetbal 2015
Het Zuid-Aziatisch kampioenschap voetbal 2015 (South Asian Football Federation Championship 2015) was de 11e editie van dit voetbaltoernooi. Het werd gehouden tussen 23 december 2015 en 3 januari 2016 in de Indiase stad Trivandrum. Het toernooi zou oorspronkelijk in juli 2015 worden gehouden, maar door de volgeplande Indiase voetbalkalender en de overlast door moessons besloot de SAFF het toernooi uit te stellen.
Ondanks de beslissing om de SAFF te verlaten en lid te worden van de nieuw opgerichte CAFA (Central Asian Football Association), nam Afghanistan als titelverdediger toch (voor de laatste keer) deel aan dit toernooi. Het verloor in de finale na verlenging van India, dat voor de zevende keer het toernooi won.

## Deelnemende landen

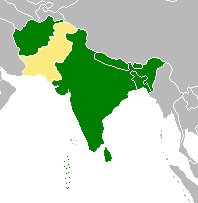
Deelnemende landen

De loting vond plaats op 16 september 2015 in New Delhi. Op 22 november 2015 werd bekend dat Pakistan zich terugtrok.
| Groep A   | Groep A | Groep A                                      | Groep A      | Groep B     | Groep B | Groep B             | Groep B      |
| Land      | Aantal  | Beste resultaat                              | FIFA-ranking | Land        | Aantal  | Beste resultaat     | FIFA-ranking |
| --------- | ------- | -------------------------------------------- | ------------ | ----------- | ------- | ------------------- | ------------ |
| India     | 11e     | Winnaar (1993, 1997, 1999, 2005, 2009, 2011) | 166          | Afghanistan | 7e      | Winnaar (2013)      | 150          |
| Nepal     | 11e     | Derde plaats (1993)                          | 192          | Malediven   | 9e      | Winnaar (2008)      | 160          |
| Sri Lanka | 11e     | Winnaar (1995)                               | 184          | Bhutan      | 7e      | Halve finale (2008) | 188          |
| Pakistan  |         | Derde plaats (1997)                          | 184          | Bangladesh  | 10e     | Winnaar (2003)      | 182          |

## Stadion
Het toernooi werd gehouden in het Trivandrum International Stadium in Trivrandrum.
| Trivandrum                       | · Trivandrum |
| Trivandrum International Stadium | · Trivandrum |
| Capaciteit: 50.000               | · Trivandrum |
|                                  | · Trivandrum |

## Groepsfase

### Groep A
| Land      | Gsp | Win | Gel | Ver | DV | DT | +/- | Pnt |
| --------- | --- | --- | --- | --- | -- | -- | --- | --- |
| India     | 2   | 2   | 0   | 0   | 6  | 1  | +5  | 6   |
| Sri Lanka | 2   | 1   | 0   | 1   | 1  | 2  | −1  | 3   |
| Nepal     | 2   | 0   | 0   | 2   | 1  | 5  | −4  | 0   |

|                                                      |       |              |           |                                                                                            |
| 23 december 2015 «onderlinge duels» 18:30 (UTC+5:30) | Nepal | 0 − 1        | Sri Lanka | Trivandrum International Stadium Toeschouwers: 200 Scheidsrechter: Jameel Juma Abdulhusain |
| 23 december 2015 «onderlinge duels» 18:30 (UTC+5:30) |       | 90+5' Rifnas |           | Trivandrum International Stadium Toeschouwers: 200 Scheidsrechter: Jameel Juma Abdulhusain |

|                                                      |           |                |       |                                                                                      |
| 25 december 2015 «onderlinge duels» 18:30 (UTC+5:30) | Sri Lanka | 0 − 2          | India | Trivandrum International Stadium Toeschouwers: 6.417 Scheidsrechter: Hiroyuki Kimura |
| 25 december 2015 «onderlinge duels» 18:30 (UTC+5:30) |           | Singh 51', 73' |       | Trivandrum International Stadium Toeschouwers: 6.417 Scheidsrechter: Hiroyuki Kimura |

|                                                      |                                          |       |          |                                                                                              |
| 27 december 2015 «onderlinge duels» 18:30 (UTC+5:30) | India                                    | 4 − 1 | Nepal    | Trivandrum International Stadium Toeschouwers: 8.093 Scheidsrechter: Jameel Juma Abdulhusain |
| 27 december 2015 «onderlinge duels» 18:30 (UTC+5:30) | Borges 26' Chhetri 68' Chhangte 81', 90' |       | 3' Magar | Trivandrum International Stadium Toeschouwers: 8.093 Scheidsrechter: Jameel Juma Abdulhusain |

### Groep B
| Land        | Gsp | Win | Gel | Ver | DV | DT | +/- | Pnt |
| ----------- | --- | --- | --- | --- | -- | -- | --- | --- |
| Afghanistan | 3   | 3   | 0   | 0   | 11 | 1  | +10 | 9   |
| Malediven   | 3   | 2   | 0   | 1   | 7  | 6  | +1  | 6   |
| Bangladesh  | 3   | 1   | 0   | 2   | 4  | 7  | −3  | 3   |
| Bhutan      | 3   | 0   | 0   | 3   | 1  | 9  | −8  | 0   |

|                                                      |                                |       |           |                                                                                    |
| 24 december 2015 «onderlinge duels» 15:30 (UTC+5:30) | Malediven                      | 3 − 1 | Bhutan    | Trivandrum International Stadium Toeschouwers: 4.000 Scheidsrechter: Sudish Pandey |
| 24 december 2015 «onderlinge duels» 15:30 (UTC+5:30) | Imaz 9' Abdulla 31' Ashfaq 70' |       | 20' Dorji | Trivandrum International Stadium Toeschouwers: 4.000 Scheidsrechter: Sudish Pandey |

|                                                      |                                                |       |            |                                                                                    |
| 24 december 2015 «onderlinge duels» 18:30 (UTC+5:30) | Afghanistan                                    | 4 − 0 | Bangladesh | Trivandrum International Stadium Toeschouwers: 150 Scheidsrechter: Pranjal Banerji |
| 24 december 2015 «onderlinge duels» 18:30 (UTC+5:30) | Saighani 30' Shayesteh 32' Amiri 40' Amani 69' |       |            | Trivandrum International Stadium Toeschouwers: 150 Scheidsrechter: Pranjal Banerji |

|                                                      |            |       |                                           |                                                                                  |
| 26 december 2015 «onderlinge duels» 15:30 (UTC+5:30) | Bangladesh | 1 − 3 | Malediven                                 | Trivandrum International Stadium Toeschouwers: 3.654 Scheidsrechter: Võ Minh Trí |
| 26 december 2015 «onderlinge duels» 15:30 (UTC+5:30) | Biswas 86' |       | 42' (pen.) Ashfaq 90' Hassan 90+5' Nashid | Trivandrum International Stadium Toeschouwers: 3.654 Scheidsrechter: Võ Minh Trí |

|                                                      |        |                             |             |                                                                                          |
| 26 december 2015 «onderlinge duels» 18:30 (UTC+5:30) | Bhutan | 0 − 3                       | Afghanistan | Trivandrum International Stadium Toeschouwers: 1.817 Scheidsrechter: Nivon Robesh Gamini |
| 26 december 2015 «onderlinge duels» 18:30 (UTC+5:30) |        | 14', 51' Amani 42' Saighani |             | Trivandrum International Stadium Toeschouwers: 1.817 Scheidsrechter: Nivon Robesh Gamini |

|                                                      |        |                                |            |                                                                                    |
| 28 december 2015 «onderlinge duels» 15:30 (UTC+5:30) | Bhutan | 0 − 3                          | Bangladesh | Trivandrum International Stadium Toeschouwers: 218 Scheidsrechter: Pranjal Banerji |
| 28 december 2015 «onderlinge duels» 15:30 (UTC+5:30) |        | 8' Barman 24' (pen.), 67' Rony |            | Trivandrum International Stadium Toeschouwers: 218 Scheidsrechter: Pranjal Banerji |

|                                                      |                                            |       |           |                                                                                          |
| 28 december 2015 «onderlinge duels» 18:30 (UTC+5:30) | Afghanistan                                | 4 − 1 | Malediven | Trivandrum International Stadium Toeschouwers: 1.751 Scheidsrechter: Nivon Robesh Gamini |
| 28 december 2015 «onderlinge duels» 18:30 (UTC+5:30) | Shayesteh 20' Popalzay 34', 54' Hatifi 51' |       | 32' Fasir | Trivandrum International Stadium Toeschouwers: 1.751 Scheidsrechter: Nivon Robesh Gamini |

## Knock-outfase
|  | halve finale             | halve finale             |  |             | finale                 | finale                 |
|  |                          |                          |  |             |                        |                        |
|  | 31 december − Trivandrum |                          |  |             |                        |                        |
|  | India                    | 3                        |  |             |                        |                        |
|  | Malediven                | 2                        |  |             | 3 januari − Trivandrum | 3 januari − Trivandrum |
|  |                          |                          |  |             | India                  | 2                      |
|  | 31 december − Trivandrum | 31 december − Trivandrum |  | Afghanistan | 1                      |                        |
|  | Afghanistan              | 5                        |  |             |                        |                        |
|  | Sri Lanka                | 0                        |  |             |                        |                        |

### Halve finales
|                                                      |                                 |       |                       |                                                                                   |
| 31 december 2015 «onderlinge duels» 15:30 (UTC+5:30) | India                           | 3 − 2 | Malediven             | Trivandrum International Stadium Toeschouwers: 31.716 Scheidsrechter: Võ Minh Trí |
| 31 december 2015 «onderlinge duels» 15:30 (UTC+5:30) | Chhetri 25' Lalpekhlua 34', 66' |       | 45+2' Nashid Andy 75' | Trivandrum International Stadium Toeschouwers: 31.716 Scheidsrechter: Võ Minh Trí |

|                                                      |                                                                   |       |           |                                                                                   |
| 31 december 2015 «onderlinge duels» 18:30 (UTC+5:30) | Afghanistan                                                       | 5 − 0 | Sri Lanka | Trivandrum International Stadium Toeschouwers: 300 Scheidsrechter: Sudhish Pandey |
| 31 december 2015 «onderlinge duels» 18:30 (UTC+5:30) | Hashemi 45+1' Taher 50' Amani 56' (pen.) Hatifi 78' Shayesteh 89' |       |           | Trivandrum International Stadium Toeschouwers: 300 Scheidsrechter: Sudhish Pandey |

### Finale
|                                                    |                             |       |             |                                                                                       |
| 3 januari 2016 «onderlinge duels» 18:30 (UTC+5:30) | India                       | 2 − 1 | Afghanistan | Trivandrum International Stadium Toeschouwers: 40.500 Scheidsrechter: Hiroyuki Kimura |
| 3 januari 2016 «onderlinge duels» 18:30 (UTC+5:30) | Lalpekhlua 72' Chhetri 101' |       | 70' Amiri   | Trivandrum International Stadium Toeschouwers: 40.500 Scheidsrechter: Hiroyuki Kimura |

| Winnaar Zuid-Aziatisch kampioenschap voetbal 2015 |
| ------------------------------------------------- |
|                                                   |
| India Zevende titel                               |

## Topscorers
4 doelpunten
- Khaibar Amani

3 doelpunten
- Faysal Shayesteh
- Sunil Chhetri
- Jeje Lalpekhlua

2 doelpunten
- Zubayr Amiri
- Ahmad Hatifi
- Omid Popalzay
- Masih Saighani
- Shakhawat Hossain Rony

- Robin Singh
- Lallianzuala Chhangte
- Ali Ashfaq
- Ahmed Nashid

1 doelpunt
| - Sayed Mohammad Hashemi - Kanischka Taher - Topu Barman - Hemanta Vincent Biswas - Tshering Dorji | - Rowllin Borges - Asadhulla Abdulla - Andy - Ali Fasir - Naiz Hassan | - Ahmed Imaz - Bimal Magar - Mohamed Rifnas |